# مايك داي
مايك داي (بالإنجليزية: Mike Day)‏ هو دراج أمريكي، ولد في 9 أكتوبر 1984 في طرزانا، لوس أنجلوس في الولايات المتحدة.

## وصلات خارجية
- مايك داي على موقع أرشيف الدراجات (الإنجليزية)
- مايك داي على موقع CycleBase (الإنجليزية)
- مايك داي على موقع نتائج كأس العالم لسباقات دراجات (بي.أم.إكس) (الإنجليزية)
- مايك داي على موقع اللجنة الأولمبية الدولية (الإنجليزية)
- مايك داي على موقع أوليمبيديا (الإنجليزية)
- مايك داي على موقع اللجنة الأولمبية والبارالمبية الأمريكية (الإنجليزية)